# Episode
En episode eller et afsnit er en del af et dramatisk værk, for eksempel tv-serier, tegnefilmserier og radioprogrammer hvor det dækker over en enkelt udsendelse. Under en series produktion er det almindeligt, at der sendes et nyt afsnit én gang om ugen, mens der under genudsendelser kan sendes et vilkårligt antal om ugen eller om dagen.
Antallet af episoder i en given serie kan variere fra 3-4 til flere hundreder, alt afhængig af om seriens varighed er fastlagt på forhånd eller afhænger af dens popularitet. Sendes der over flere omgange eller år, inddeles episoderne typisk i sæsoner, der almindeligvis spænder fra 6 til 52 afsnit.

## Produktion
Afhængig af formatet produceres episoder op til mange måneder før de skal udsendes. Tv-serier har normalt en stab af forfattere, hvoraf der er en eller flere hovedforfattere per episode, der krediteres offentlig for det. Men der er ikke ualmindeligt at flere personer i staben hjælper på en episodes manuskript. Manuskripter til tv-serier minder på mange måder om dem fra film (også kaldet "screenplay"), men varierer en smule i formatering af hensyn til bl.a. reklamepauser. Et screenplay til en tv-serie kaldes i nogle kredse for "teleplay." Produktionen af et afsnit kan groft deles op i tre faser:
- Forproduktion ("Pre production")
- Produktion
- Efterproduktion ("Post production")

Under forproduktionen arbejdes der med manuskript, budget, kulisser, casting, mm. Under fotograferingen sættes alt dette i funktion, og det råfilmmateriale efterbehandles og gøres sendeklart i efterproduktionen. Her sættes klippene sammen, der indarbejdes CGI, tillægges musik og lydeffekter, mm.
Manuskriptet til et "en time"-episode (gerne dramaserier, actionserier, mm) varer typisk 55 til 75 sider, mens halvtime-afsnit (fx sitcoms) typisk er ca. 40 til 45 sider.

## Afsnitstyper og variationer
Episoder har gennem en serie tilnærmelsesvist sammen længde, om end den kan variere med et par minutter. I løbet af en serie kan episodelængden ændres, hvilket blandt andet skete i Days of Our Life, og det er også set at specielle episoder (herunder sæsonpremierer og -finaler) varer længere tid end de sædvanlige.
En ny tv-serie etableres med et pilotafsnit, der efter færdiggørelsen sendes til diverse tv-studier i håb om at blive "samlet op." Tv-studier der accepterer bestiller efterfølgende x antal episoder. Den sidste episode af en sæson kaldes et "finaleafsnit" (på amerikansk-engelsk "season finale"). Af hensyn til budget, opsummering eller lignende årsager kan producerne at lave et clipshow, der primært anvender materiale fra tidligere episoder. Denne slags episoder er billigere at producere, og kan i tv-serier med avancerede plot opsummere begivenhederne for forvirrede eller nytilkomne seere.
Hvis en serie gør brug af en titelskærm, kan denne være forkortet eller helt klippet væk i episoder der i forvejen er lange, for at gøre mere plads til reklame – og dermed penge til tv-kanalen.

## Numre og titler
De enkelte afsnit i en given serie forsynes normalt med et produktionsnummer. Nogle serier benytter fortløbende nummerering startende med nr. 1, mens andre kombinerer med sæsonnumer, således at et afsnit, der f.eks. har nr. 205, i det første tilfælde er det 205. afsnit, mens det i det andet er det femte afsnit i den anden sæson. Til almindelig forvirring sender nogle kanaler imidlertid afsnittene i en anden rækkefølge end efter produktionsnumre, hvorfor man nogle gange kan støde på alternative nummereringer af de samme afsnit.
I nogle serier har de enkelte afsnit hver deres titel, der refererer til afsnittets indhold og derved gør det let for både producenter og fans at identificere de enkelte afsnit. Titlerne refererer ofte til kendte ting som f.eks. talemåder, film og bøger, eller der benyttes et navngivningssystem specielt for serien. Som eksempler på det sidste kan nævnes:
- De fleste episoder af The Simpsons og hele 9. sæson parodierer popkultur (fx er "Papa Don't Preach" ændret til "Papa Don't Leech")
- Alle episoder af Hannah Montana har titel efter berømte sangtitler, ligesom "I Am Woman, Hear Me Roar" blev ændret til "I Am Hannah, Hear Me Croak".
- Alle episoder af Seinfeld, med undtagelse af episoden "Male Unbonding", starter med "The..."
- Alle episoder af Venner begynder med "The One With" eller "The One Where".
- Alle episoder af Chuck er navngivet "Chuck versus the ...."
- I sitcommet That '70s Show var episoderne i sæson 5–8 navngivet efter forskellige 1970'er rockbands. Hele 5. sæsons episoder er navngivet efter sange af Led Zeppelin, alle i 6. sæson er The Who sange, alle i 7. sæson er The Rolling Stones sange og med undtagelse af slutepisoden er alle episoder i 8. sæson Queen sange.
- Alle episoder af teenage-drama-serien The Best Years var navngivet efter film.

## Trivia
- Det afsnit med det korteste navn i verden er Lost's "?", og eventuelt andre afsnit hvis titel kun består af ét tegn.